# 1549
1549 (MDXLIX) var ett normalår som började en tisdag i den julianska kalendern.

## Händelser

### Juli
- 31 juli – Frankrike försöker ockupera Sark.[1]

### Okänt datum
- Munkarna i Vadstena kloster fördrivs, medan nunnorna får stanna tills vidare.
- Gustav Vasa utfärdar regler för förrådshushållning. Slakt skall påbörjas vid Olofsmässan den 29 juli.
- Gustavs systerson Per Brahe d.ä. blir riksråd, endast 29 år gammal.
- Gustav låter uppföra befästningar för att skydda farleden mellan Vaxön och Rindön, ursprunget till Vaxholms fästning.
- Kristian II förs till Kalundborgs slott.
- Kristian III av Danmark låter påbörja byggandet av Landskrona slott, även kallat Citadellet.

## Födda
- 10 mars – Francisco Solano, spansk missionär, helgon.
- 4 april – Elisabet Vasa, svensk prinsessa, dotter till Gustav Vasa och Margareta Eriksdotter (Leijonhufvud).
- 1 juli – Decio Azzolino den äldre, italiensk kardinal.

## Avlidna
- 10 november – Paulus III, född Alessandro Farnese, påve sedan 1534.
- 2 december – Hernán Cortés, spansk upptäckare och erövrare.
- María de Toledo, vicedrottning och regent i Santo Domingo.
- Michelle de Saubonne, fransk hovfunktionär, konstmecenat och protestantisk humanist.

### Fotnoter
1. ↑  World Statesmen (läst 4 april 2011)